# Filip (apostel)
Filip er en af Jesu disciple i Det Nye Testamente. Han nævnes kun lidt i de synoptiske evangelier, men er mere synlig i Johannesevangeliet (Joh 1,43 ff.).
Et apokryft, gnostisk evangelium hedder Filipsevangeliet efter ham. Det handler om menneskets genforening med Gud gennem Kristus.
Hans gravsted i Hierapolis blev fundet i 2011.